# 棄教
棄教（ききょう、英語: apostasy; renunciation of a religion, defection, religious disaffiliation）は、自分が信仰していた宗教に対する信仰を放棄すること。

## 概説
棄教とは、主に政治的な弾圧により自分が信仰していた宗教に対する信仰を放棄するよう、その時代の権力者などにより外発的に動機づけられることにより、自らの信仰を放棄することである。具体的には、日本におけるキリシタンは豊臣秀吉や徳川家康らが政権を担うようになった後、キリスト教への信仰を放棄するよう激しい弾圧が加えられた。当時のキリシタンの中には、幕府による過酷な弾圧や拷問に耐えかねて棄教した者もいれば、最後の最後までキリスト教への信仰を守り通して殉教した者もいる。
また、隠れキリシタンやモリスコのように、弾圧を逃れるために表面上は棄教を行いつつ信仰を保持する偽装棄教が行われる事例もあった。